# Cosmos (سیستم‌عامل)
C# Open Source Managed Opreating System یا Cosmos نام سیستم‌عاملی است که به زبان سی‌شارپ و یک زبان تازه توسط گروه سازنده این سیستم‌عامل به نام X# (به فارسی: ایکس‌شارپ) نوشته شده‌است.
ایکس‌شارپ یک زبان برنامه‌نویسی سطح پایین است که برای ساده کردن برنامه‌نویسی به زبان اسمبلی ساخته شده‌است. این زبان ترکیبی از اسمبلی و C است.